# اچ‌ام‌اس دوک آف یورک (۱۷)
اچ‌ام‌اس دوک آف یورک (۱۷) (به انگلیسی: HMS Duke of York (17)) یک کشتی بود. این کشتی  در سال ۱۹۴۰ ساخته شد. این کشتی از جمله کشتیهایی بود که با رزم‌ناو شارن‌هورست درگیر شد که منجر به غرق شدن شارن‌هورست شد.